# Sl(2,R)
In der Mathematik ist die Lie-Algebra {\displaystyle {\mathfrak {sl}}(2,\mathbb {R} )} der Prototyp einer (reellen) einfachen Lie-Algebra.
Die {\displaystyle {\mathfrak {sl}}(2,\mathbb {R} )} ist die dreidimensionale  Lie-Algebra der speziellen linearen Gruppe {\displaystyle SL(2,\mathbb {R} )}. Sie ist die spaltbare reelle Form der komplexen Lie-Algebra {\displaystyle {\mathfrak {sl}}(2,\mathbb {C} )}.
Die Lie-Gruppe {\displaystyle SL(2,\mathbb {R} )} hat vielfältige Anwendungen in Geometrie, Topologie, Darstellungstheorie, harmonischer Analysis, Zahlentheorie, Modulformen und Physik.

## Kommutator-Relationen
{\displaystyle {\mathfrak {sl}}(2,\mathbb {R} )} ist die Lie-Algebra der spurlosen 2×2-Matrizen
{\displaystyle {\mathfrak {sl}}(2,\mathbb {R} )=\left\{A\in Mat(2,\mathbb {R} ):\operatorname {Spur} (A)=0\right\}}
mit dem Kommutator von Matrizen als Lie-Klammer.
Als Vektorraum wird sie von der Basis
{\displaystyle x={\begin{pmatrix}0&1\\0&0\end{pmatrix}},\quad y={\begin{pmatrix}0&0\\1&0\end{pmatrix}},\quad h={\begin{pmatrix}1&0\\0&-1\end{pmatrix}}}
aufgespannt: {\displaystyle {\mathfrak {sl}}(2,\mathbb {R} )=\langle \{x,y,h\}\rangle _{\mathbb {R} }}. Die Struktur als Lie-Algebra wird durch die folgenden Kommutator-Relationen festgelegt:
{\displaystyle [x,y]=h,\quad [h,x]=2x,\quad [h,y]=-2y}

## Eigenschaften und Struktur

### Einfachheit
{\displaystyle {\mathfrak {sl}}(2,\mathbb {R} )} ist eine einfache (insbesondere halbeinfache) Lie-Algebra.
Beweis: Sei {\displaystyle {\mathfrak {a}}} ein nichttriviales Ideal in {\displaystyle {\mathfrak {sl}}(2,\mathbb {R} )} und sei {\displaystyle ax+bh+cy\in {\mathfrak {a}}\setminus 0} mit {\displaystyle a,b,c\in \mathbb {R} }. Wenn {\displaystyle a=c=0}, dann {\displaystyle h\in {\mathfrak {a}}}, damit {\displaystyle 2x=\left[h,x\right]\in {\mathfrak {a}}} und {\displaystyle 2y=\left[h,y\right]\in {\mathfrak {a}}}, also {\displaystyle {\mathfrak {a}}={\mathfrak {sl}}(2,\mathbb {R} )}. Also können wir {\displaystyle a\not =0} oder {\displaystyle c\not =0} annehmen, o. B. d. A. {\displaystyle a\not =0}. Aus {\displaystyle \left[y,\left[y,ax+bh+cy\right]\right]=\left[y,ah+2by\right]=ay} folgt dann {\displaystyle y\in {\mathfrak {a}}} und damit auch {\displaystyle h=\left[x,y\right]\in {\mathfrak {a}}}, also wieder {\displaystyle {\mathfrak {a}}={\mathfrak {sl}}(2,\mathbb {R} )}.

### Killing-Form
Die Killing-Form von {\displaystyle {\mathfrak {sl}}(2,\mathbb {R} )} lässt sich explizit durch die Formel
{\displaystyle B(v,w)=4\operatorname {Spur} (vw)}
berechnen, es ist also
{\displaystyle B(x,x)=B(y,y)=0,\ B(h,h)=8}
{\displaystyle B(x,y)=4,\ B(x,h)=0,\ B(y,h)=0}.

### Isomorphismus sl(2,R)=o(2,1)
Die adjungierte Darstellung von {\displaystyle SL(2,\mathbb {R} )} auf {\displaystyle {\mathfrak {sl}}(2,\mathbb {R} )} erhält die Killing-Form. Weil die Killing-Form Signatur (2,1) hat, realisiert dies eine Abbildung
{\displaystyle Ad\colon SL(2,\mathbb {R} )\to O(2,1)}
und man kann zeigen, dass {\displaystyle Ad} ein Gruppenisomorphismus {\displaystyle PSL(2,\mathbb {R} )\to SO(2,1)} ist. Insbesondere ist die Lie-Algebra {\displaystyle {\mathfrak {sl}}(2,\mathbb {R} )} isomorph zu {\displaystyle {\mathfrak {so}}(2,1)}.

### Cartan-Involution
Eine maximal kompakte Untergruppe der Lie-Gruppe {\displaystyle SL(2,\mathbb {R} )} ist die Spezielle orthogonale Gruppe {\displaystyle K=SO(2)}, ihre Lie-Algebra {\displaystyle {\mathfrak {k}}={\mathfrak {so}}(2)} ist die Lie-Algebra der schiefsymmetrischen Matrizen:
{\displaystyle {\mathfrak {so}}(2)=\left\{A\in Mat(2,\mathbb {R} ):A^{T}=-A\right\}}.
Eine Cartan-Involution von {\displaystyle {\mathfrak {sl}}(2,\mathbb {R} )} ist gegeben durch
{\displaystyle \theta (A)=-A^{T}}.
{\displaystyle {\mathfrak {k}}={\mathfrak {so}}(2)} ist ihr Eigenraum zum Eigenwert {\displaystyle 1}. Man erhält die Cartan-Zerlegung
{\displaystyle {\mathfrak {sl}}(2,\mathbb {R} )={\mathfrak {k}}\oplus {\mathfrak {p}}},
wobei {\displaystyle {\mathfrak {p}}=\left\{A\in {\mathfrak {sl}}(2,\mathbb {R} ):A=A^{T}\right\}} der Eigenraum zum Eigenwert {\displaystyle -1} ist.

### Iwasawa-Zerlegung
Eine Iwasawa-Zerlegung von {\displaystyle {\mathfrak {sl}}(2,\mathbb {R} )} ist
{\displaystyle {\mathfrak {sl}}(2,\mathbb {R} )={\mathfrak {k}}\oplus {\mathfrak {a}}\oplus {\mathfrak {n}}}
mit {\displaystyle {\mathfrak {k}}={\mathfrak {so}}(2),\ {\mathfrak {a}}=\left\{{\begin{pmatrix}\lambda &0\\0&-\lambda \end{pmatrix}}:\lambda \in \mathbb {R} \right\},\ {\mathfrak {n}}=\left\{{\begin{pmatrix}0&n\\0&0\end{pmatrix}}:n\in \mathbb {R} \right\}}.

### Cartan-Unteralgebren
{\displaystyle {\mathfrak {sl}}(2,\mathbb {R} )} hat zwei nicht-konjugierte Cartan-Unteralgebren, nämlich
{\displaystyle {\mathfrak {h}}_{0}=\mathbb {R} \left({\begin{array}{cc}1&0\\0&-1\end{array}}\right)}
und
{\displaystyle {\mathfrak {h}}_{1}=\mathbb {R} \left({\begin{array}{cc}0&1\\-1&0\end{array}}\right)}.

### Wurzelsystem
Das Wurzelsystem zu {\displaystyle {\mathfrak {h}}_{0}} ist
{\displaystyle R=\left\{\alpha _{12}={\begin{pmatrix}1&0\\0&-1\end{pmatrix}},\ \alpha _{21}={\begin{pmatrix}-1&0\\0&1\end{pmatrix}}\right\}}.
Die dualen Wurzeln sind
{\displaystyle \alpha _{12}^{*}{\begin{pmatrix}\lambda &0\\0&-\lambda \end{pmatrix}}=2\lambda ,\ \alpha _{12}^{*}{\begin{pmatrix}\lambda &0\\0&-\lambda \end{pmatrix}}=-2\lambda }.
Die zugehörigen Wurzelräume sind
{\displaystyle {\mathfrak {g}}_{\alpha _{12}}=\mathbb {R} {\begin{pmatrix}0&1\\0&0\end{pmatrix}},\ {\mathfrak {g}}_{\alpha _{21}}=\mathbb {R} {\begin{pmatrix}0&0\\1&0\end{pmatrix}}}.
Als positive Weyl-Kammer kann man
{\displaystyle {\mathfrak {h}}_{0}^{+}=\left\{{\begin{pmatrix}\lambda &0\\0&-\lambda \end{pmatrix}}:\lambda >0\right\}}
wählen. Dann ist {\displaystyle \alpha _{12}} die (einzige) positive Wurzel und insbesondere eine einfache Wurzel.
Die Weyl-Gruppe ist die symmetrische Gruppe {\displaystyle S_{2}}.

### Darstellungen von sl(2,R)
Jede Darstellung von {\displaystyle {\mathfrak {sl}}(2,\mathbb {R} )} entspricht durch Tensorieren mit {\displaystyle \mathbb {C} } einer {\displaystyle \mathbb {C} }-linearen Darstellung von {\displaystyle {\mathfrak {sl}}(2,\mathbb {C} )}, man erhält also alle Darstellungen von {\displaystyle {\mathfrak {sl}}(2,\mathbb {R} )} als Einschränkungen von Darstellungen der sl(2,C).